# Unsere Nachbarn, die Baltas
Unsere Nachbarn, die Baltas (türkisch Komşumuz Balta ailesi) ist eine zwölfteilige, deutsche Fernsehserie von Autor Yüksel Pazarkaya und dreht sich um Familie Balta, die vor vierzehn Jahren aus der Türkei nach Deutschland eingewandert ist. Im Mittelpunkt stehen die Geschwister Inci, Arif und Yüksel mit ihren interkulturellen Sorgen und Nöten. Die Serie lief ab April 1983 im regionalen Vorabendprogramm der ARD auch außerhalb des Sendegebietes des WDR. In den Dritten gab es ab der dritten Folge ergänzende Dokumentationen zu der Familienserie. Wiederholungen liefen 1986 sowohl im WDR als auch im NDR.
Die Baltas gehörte zum Medienverbund „Ausländer – Inländer“, in dem das Westdeutsche Werbefernsehen, die Dritten Programme und das Adolf-Grimme-Institut des Volkshochschulverbandes Deutschland kooperierten. Pazarkaya verfasste zudem das Begleitheft zur Fernsehserie. Als türkischer Berater am Set fungierte Erdal Merdan. Die Filmmusik wurde von dem berühmten türkischen Rockmusiker Cem Karaca geschrieben, der sich zu diesem Zeitpunkt im deutschen Exil befand.

„Die Serie soll mehr Verständnis wecken für Verschiedenheiten zwischen Deutschen und Türken im kulturellen, religiösen und familiären Raum.“